# La regina delle fate (Purcell)

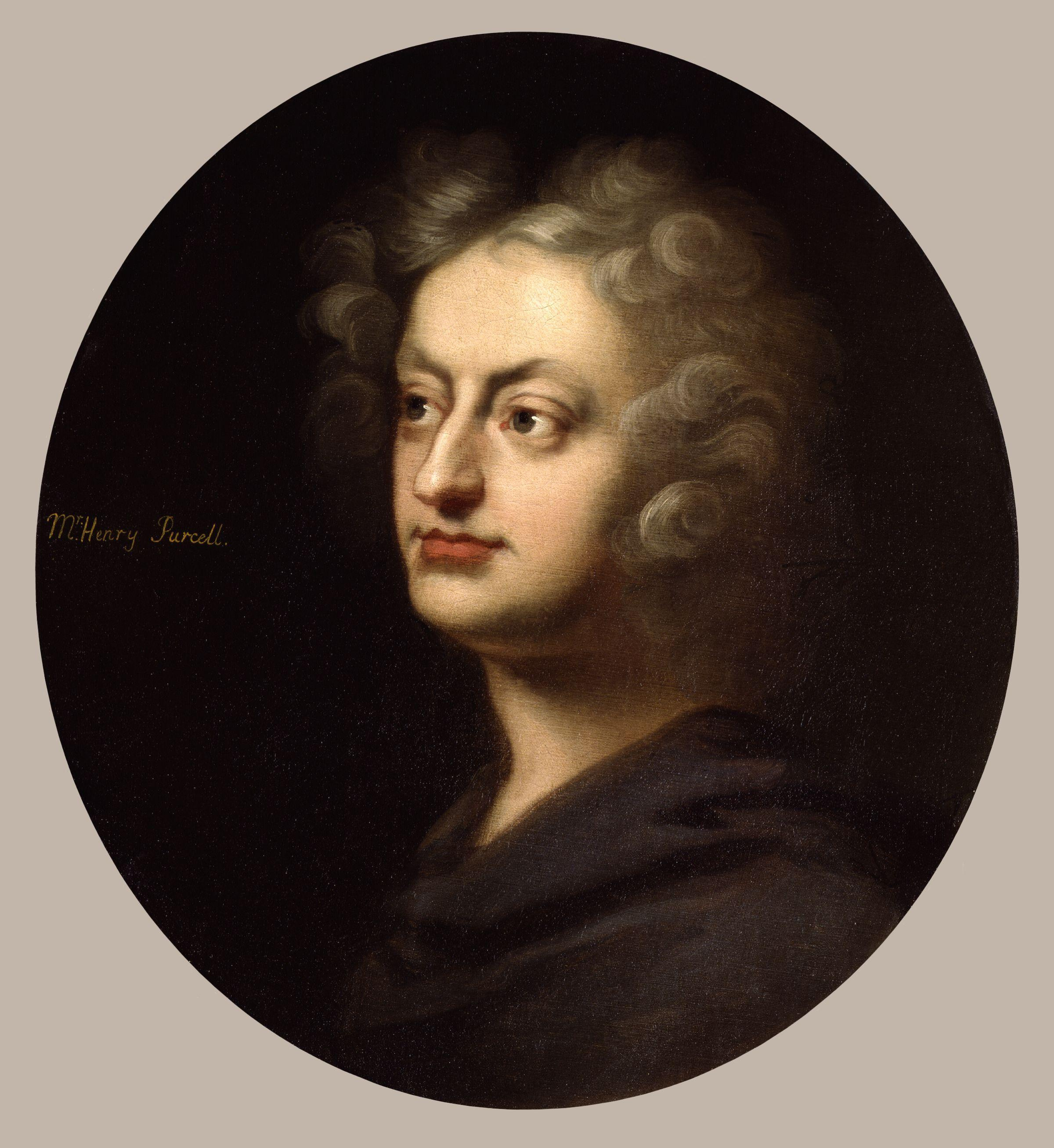
Henry Purcell

La regina delle fate (The Fairy-Queen; Catalogo Purcell numero Z.629) è una semi-opera del 1692 di Henry Purcell, che si inserisce nel genere di allestimenti tipici della Restaurazione inglese noti come Restoration spectacular. Il libretto è un adattamento anonimo della commedia nuziale di William Shakespeare A Midsummer Night's Dream e, a dispetto del nome, non ha nulla a che vedere con il poema epico omonimo di Edmund Spenser La regina delle fate. Eseguita per la prima volta nel 1692, La regina delle fate fu composta tre anni prima della morte di Purcell. Dopo la sua scomparsa la partitura andò perduta e fu ritrovata solo agli inizi del XX secolo.
Purcell non ha musicato tutto il testo di Shakespeare; ha invece composto musica per brevi masque in ogni atto, tranne il primo. La commedia stessa è stata anche leggermente modernizzata in armonia con le convenzioni drammatiche secentesche, ma nel complesso il testo parlato è come Shakespeare lo ha scritto. Le maschere sono legate alla commedia più metaforicamente che letteralmente. Molti critici hanno dichiarato erroneamente che esse non hanno alcuna relazione con la commedia, ma studi recenti hanno dimostrato che l'opera, che termina con una maschera che rappresenta Imene, la dea del matrimonio, era in realtà composta per l'anniversario di matrimonio di William e Mary.
L'interesse crescente per la Musica barocca e l'avvento dei contraltisti contribuì a far rientrare il lavoro nel repertorio. L'opera è stata oggetto di numerose incisioni complete nell'ultima parte del XX secolo e molte delle sue arie, tra cui The Plaint (O let me weep), sono diventate famosi brani da concerto.
Nel luglio 2009, in occasione del 350º anniversario della nascita di Purcell, La regina delle fate è stata eseguita al Glyndebourne Festival Opera usando una nuova edizione della partitura, predisposta per la Purcell Society da Bruce Wood e Andrew Pinnock.

## Produzione originale
La regina delle fate fu eseguita la prima volta il 2 maggio 1692 presso il Queen's Theatre, Dorset Garden di Londra dalla United Company. L'autore o almeno il co-autore del libretto fu presumibilmente Thomas Betterton, il direttore del Dorset Garden Theatre, con il quale Purcell aveva lavorato regolarmente. Questa convinzione si basa su un'analisi delle istruzioni della sceneggiatura di Betterton. È anche plausibile una collaborazione tra diversi sceneggiatori. La coreografia per le varie danze fu fornita da Josias Priest, che aveva lavorato anche su Diocleziano e Re Artù, e che è stato associato con Didone ed Enea.
Una lettera che descrive l'esecuzione originale mostra che le parti di Titania e Oberon sono state interpretate da bambini di otto o nove anni. Presumibilmente anche altre fate sono state interpretate da parte di bambini; questo influenza il nostro punto di vista sulla messa in scena.

## Contesto ed analisi
Dopo il grande successo delle sue opere Diocleziano (1690) e King Arthur (1691), Purcell compose La regina delle fate nel 1692. La "Prima" e la  "Seconda Musica" di Purcell furono eseguite mentre il pubblico stava prendendo posto. Le "Musiche degli atti" sono suonate tra gli atti, perché il sipario normalmente veniva sollevato all'inizio di una esecuzione e non più abbassato fino alla fine. Dopo il primo ogni atto inizia con una breve sinfonia (3-5 minuti).
La tradizione inglese della semi-opera, alla quale La regina delle fate appartiene, richiedeva che la maggior parte della musica all'interno di un'opera fosse introdotta dall'agire di esseri soprannaturali, fatta eccezione per i personaggi di pastori o di ubriachi. Tutte le maschere ne La Regina delle fate vengono presentate da Titania e Oberon. In origine il primo atto non conteneva musica, ma a causa dell'enorme successo del lavoro fu ripreso nel 1693, quando Purcell aggiunse la scena del Poeta ubriaco e due ulteriori brani più avanti nell'opera: "Voi spiriti dolci dell'aria" e "Il lamento". Come notato sopra, ogni maschera è sottilmente legata all'azione nell'opera, durante quel particolare atto, in modo metaforico. In questo modo abbiamo Notte e Sonno nel secondo atto, che sono adatti per quell'atto, in quanto consiste nei piani di Oberon di usare il potere del fiore "viola del pensiero" per confondere i vari amori, ed è quindi appropriato per le figure allegoriche di Segretezza, Mistero ed altre per dare inizio ad una notte d'incanto. La maschera per la fine del terzo atto comprende metamorfosi, canzoni d'amore sia reale che finto e gli esseri che non sono quello che sembrano. La maschera della Riconciliazione tra Oberon e Titania alla fine del quarto atto prefigura la maschera finale. La scena si sposta in un giardino di fontane, denotando gli interessi di King William, appena dopo che Oberon ha detto "benedici il Giorno Nuziale di questi innamorati". Le Quattro Stagioni ci dicono che il matrimonio celebrato qui è felice tutto l'anno e "Tutti salutino il Sole che sorge" / ... Il compleanno di Re Oberon". I re d'Inghilterra erano tradizionalmente paragonati al sole (Oberon = William. Significativo che William e Mary si siano sposati il giorno del suo compleanno, il 4 novembre.). La scena cinese nella maschera finale è in omaggio alla famosa collezione di porcellane cinesi della regina Mary. Il giardino mostrato sopra di essa e gli animali esotici riportano King William di nuovo nella scena e la canzone di Imene in lode del loro matrimonio, più la decisione della regia di portare tutti i vasi di porcellana (di Mary) contenenti gli alberi di arancio (di William) verso la parte anteriore del palco completano il simbolismo.

## La musica
Scritta quando si avvicinava alla fine della sua breve carriera, La regina delle fate contiene alcune fra le più belle musiche teatrali di Purcell, come i musicologi hanno convenuto per generazioni. In particolare Constant Lambert fu un suo grande ammiratore; da lui egli trasse una suite e in collaborazione con Edward Dent arrangiò il lavoro per formare l'allora nuova produzione del dopoguerra della compagnia d'opera del Covent Garden. Esso dimostra in modo eccellente la totale padronanza di Purcell del pungente stile inglese del contrappunto barocco, così come mostra la sua assimilazione delle influenze italiane. Molte arie come "Il pianto", "Tre volte amanti felici" e "Hark! l'aria dell'eco" sono entrate nel repertorio discografico di molti cantanti, al di fuori del loro contesto originale.
L'orchestra per La regina delle fate consiste in due flauti dolci, due oboi, due trombe, timpani, strumenti a corda e clavicembalo continuo.

## Storia delle esecuzioni

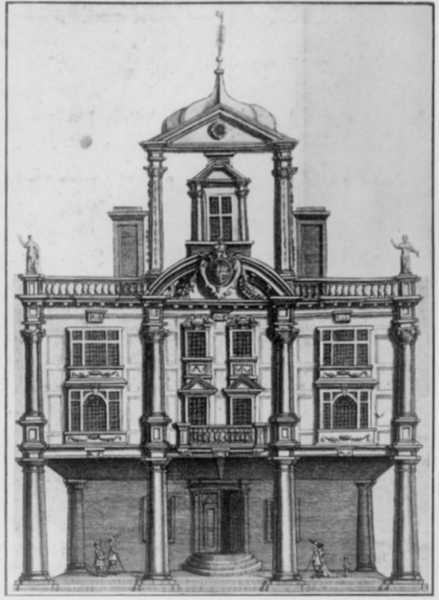
The Queen's Theatre, Dorset Garden dove fu eseguita la prima volta La regina delle fate

Dopo la morte prematura di Purcell, la sua opera Diocleziano rimase popolare fino a buona parte del Settecento, ma la partitura de La regina delle fate si perse e fu riscoperta solo all'inizio del ventesimo secolo. Altre opere come questa caddero nel dimenticatoio. I cambiamenti dei gusti non erano l'unico motivo; le voci impiegate erano diventati anche difficili da trovare. L'elenco dei cantanti che segue mostra il frequente impiego del contralto maschio, o controtenore, nella semi-opera, una voce che, dopo Purcell,in sostanza scomparve dalla scena, probabilmente a causa del sorgere dell'opera italiana e la concomitante presenza dei castrati. Dopo di che emerse l'opera romantica, con la presenza predominante del tenore. Fino alla rinascita della musica antica, il contralto maschio sopravvisse principalmente nella tradizione ecclesiastica dei cori di chiesa di soli maschi e nei quartetti vocali americani del XX secolo.
Tuttavia la musica di Purcell (e con essa La regina delle fate) si riprese grazie a due fatti collegati: un crescente interesse per la musica barocca e l'ascesa del controtenore, guidata da pionieri come Alfred Deller e Russell Oberlin. Il primo fattore portò ad eseguire musica di compositori a lungo trascurati come Purcell, John Dowland, John Blow e anche George Frideric Handel, mentre il secondo fattore, strettamente legato al primo, garantendo il modo di rendere tali esecuzioni più autentiche possibile sia per quanto riguardava la musica originale che per le intenzioni del compositore (meno vero per Handel, dove i controtenori sembrano sostituiti con dei castrati). Questo portò ad un aumento della popolarità de La regina delle fate e sono state fatte numerose registrazini, spesso utilizzando strumenti dell'epoca. La struttura dell'opera presenta dei problemi ai direttori moderni, che devono decidere se presentare o meno la musica di Purcell come una parte soltanto dell'opera originale, che non tagliata è piuttosto lunga. Savage ha calcolato una lunghezza di quattro ore. La decisione di accorciare l'opera è di solito presa con quella di modernizzare a tal punto che la coesione tra musica, testo e azione delineata in precedenza è interamente perduta, una critica mossa alla produzione della English National Opera del 1995, diretta da David Pountney. La produzione è stato registrata in un video di quello stesso anno e ripresa dalla compagnia nel 2002.
Nel luglio 2009, due mesi prima del 350º anniversario della nascita di Purcell, La regina delle fate fu eseguita in una nuova edizione, preparata per la Purcell Society da Bruce Wood e Andrew Pinnock, che ripristinò l'intero spettacolo teatrale, così come l'intonazione originale utilizzata da Purcell. L'esecuzione della Glyndebourne Festival Opera con l'Orchestra of the Age of Enlightenment diretta da William Christie fu ripetuta nello stesso mese presso la Royal Albert Hall come parte della BBC Proms.

## Ruoli
Il ruolo di Mopsa fu originariamente eseguito da un soprano; tuttavia, una revisione successiva di Purcell stabilì che doveva essere eseguito da "Mr. Pate in abiti da donna", presumibilmente per rendere un effetto grottesco e mettere in evidenza il ritornello: No, no, no, no, no; no kissing at all ("No, no, no, no, no, niente baci assolutamente") nel dialogo tra Corydon e Mopsa. Inoltre, non è del tutto chiaro ciò che con la parola "controtenore" si intenda in questo contesto. La definizione è ambivalente come se Purcell (egli stesso un controtenore) avesse usato un tenore con una gamma ed una tessitura particolarmente elevate anche se più leggere negli acuti, noto talvolta come un haute-contre, (il discendente dei controtenori alti della polifonia medievale) o un falsettista. Sembra che nel corso della sua carriera abbia utilizzato entrambi. Tuttavia, per ragioni puramente di verosimiglianza drammatica, è più probabile che il ruolo da travestito di Mopsa sia stato preso da un falsettista e la presenza di un duetto per due contralti maschi ( "Lasciate i pifferi e le chiarine") fa sembrare più probabile che per questo lavoro siano stati impiegati falsettisti.
Per una lista dei personaggi che non cantano vedi A Midsummer Night's Dream, con l'eccezione di Hippolyta. Quel personaggio fu tagliato dal librettista di Purcell.
| Ruolo                     | Tipo voce                 | Cast della Prima, 2 maggio 1692 (Direttore: ) |
| ------------------------- | ------------------------- | --------------------------------------------- |
| Poeta ubriaco             | basso                     |                                               |
| Prima Fata                | soprano                   |                                               |
| Seconda Fata              | soprano                   |                                               |
| La Notte                  | soprano                   |                                               |
| Il Mistero                | soprano                   |                                               |
| Il Segreto                | controtenore              |                                               |
| Il Sonno                  | basso                     |                                               |
| Coridone                  | basso                     |                                               |
| Mopsa                     | soprano/controtenore      |                                               |
| Ninfa                     | soprano                   |                                               |
| 3 Assistenti di Oberon    | 1 soprano, 2 controtenori |                                               |
| Febo                      | tenore                    |                                               |
| La Primavera              | soprano                   |                                               |
| L'Estate                  | controtenore              |                                               |
| L'Autunno                 | tenore                    |                                               |
| L'Inverno                 | basso                     |                                               |
| Giunone                   | soprano                   |                                               |
| Un uomo Cinese            | controtenore              |                                               |
| Una donna Cinese, Daphne  | soprano                   |                                               |
| Imene                     | basso                     |                                               |
| Coro: Fate ed Assistenti. |                           |                                               |

## Riassunto

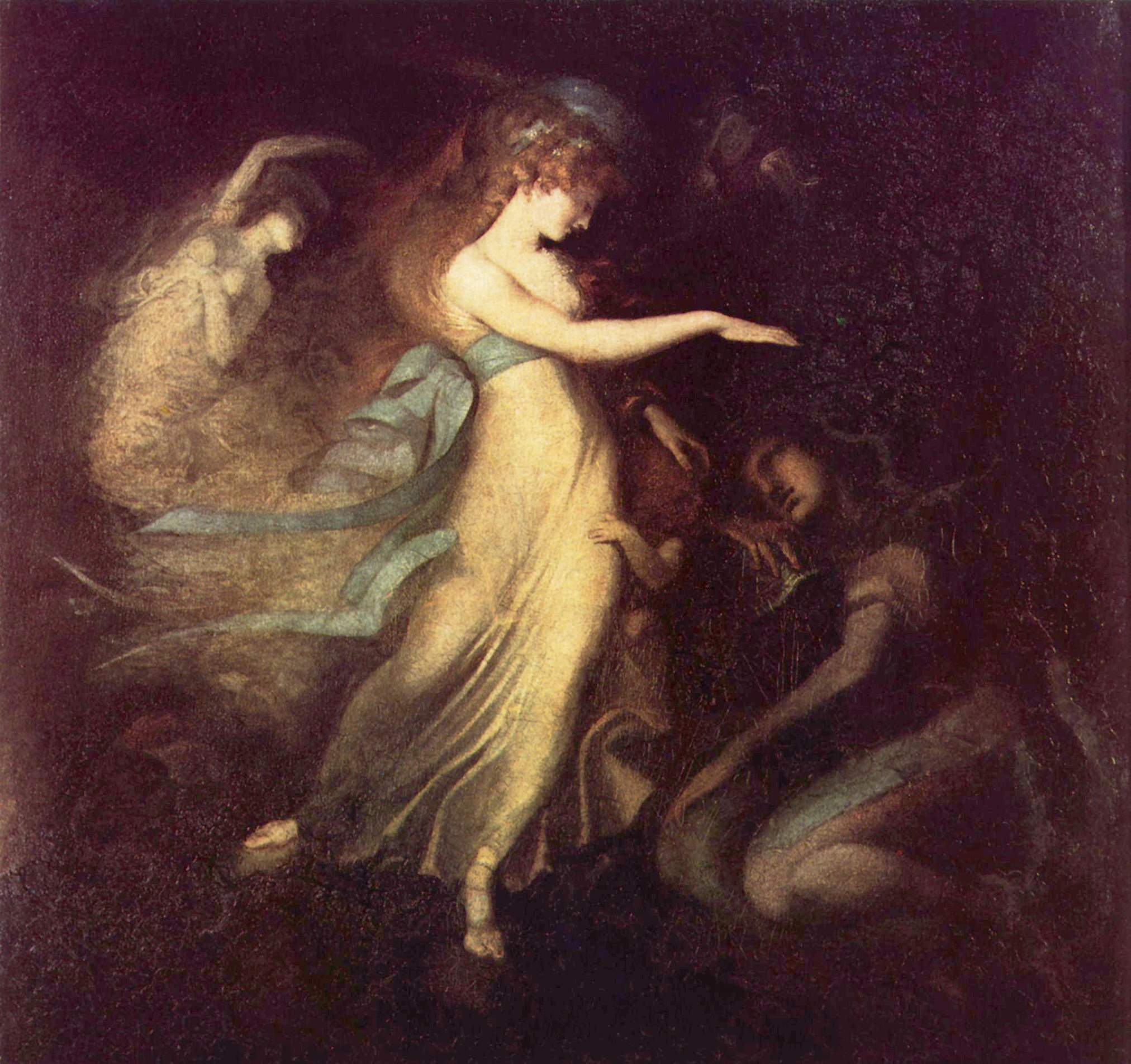
Il Principe Arthur e La regina delle fate, Johann Heinrich Füssli

Per la trama della commedia vedi A Midsummer Night's Dream. Qui c'è solo un riassunto delle scene corredate di musica.

### Atto 1
La prima scena inizia dopo che Titania ha lasciato Oberon, a seguito di una lite per il possesso di un piccolo ragazzo indiano. Due delle sue fate cantano dei piaceri della campagna ("Vieni, vieni, vieni, vieni, lasciamo la città"). Un poeta ubriaco, entra balbettando cantando "Riempi la coppa". La balbuzie ha portato molti a credere che la scena si basi sulle abitudini di Thomas D'Urfey. Tuttavia può anche essere che venga preso in giro Elkanah Settle, che pure balbettava e si pensò a lungo che fosse il librettista, a causa di un errore nella sua biografia del 1910.
Le fate deridono il poeta ubriaco e lo conducono via.

### Atto 2
Comincia dopo che Oberon ha ordinato a Puck di ungere gli occhi di Demetrio con il filtro d'amore. Titania e le sue fate si divertono allegramente ("Venite tutti voi menestrelli del cielo"), e Notte ("Vedi, anche la Notte"), Mistero ("Canzone del Mistero"), Segreto ("Una notte incantevole") e Sonno ("Silenzio, non più, tacete tutti ") le cullano addormentate e le lasciano a sogni piacevoli.

### Atto 3
Titania è innamorata di Bottom (ora dotato di una testa d'asino), con grande soddisfazione di Oberon. Una ninfa canta dei piaceri e tormenti d'amore ("Se l'amore è una passione dolce") e dopo varie danze, Titania e Bottom sono divertiti da sciocchi amorevoli scherzi di due falciatori, Corydon e Mopsa.

### Atto 4
Comincia dopo che Titania è stata liberata dal suo incantesimo, inizia con un breve intrattenimento per festeggiare il compleanno di Oberon ("Ora la Notte", e il sopra citato "Lasciate i pifferi e le chiarine"), ma per la maggior parte si tratta di una masche del dio Febo ("Quando il crudele inverno") e delle Quattro Stagioni (Primavera, "Così, la primavera sempre gradita", Estate, "Ecco l'estate", Autunno "Guardate i tanti miei campi colorati" e Inverno "Ora inverno arriva lentamente").

### Atto 5
Dopo che a Teseo è stato detto delle avventure degli amanti nel bosco, si inizia con la dea Giunone che canta un epitalamio, "Amanti tre volte felici", seguita da una donna che canta il noto "Il lamento" ("O Lascia ch'io pianga "). Un uomo e una donna cinese entrano cantando diverse canzoni sulle gioie del loro mondo. ("Così, il mondo cupo", "Così felice e libera" e "Sì, Xansi"). Altre due donne cinesi evocano Imene, che canta in lode della felicità coniugale, unendo così il tema del matrimonio del Sogno di una notte di mezza estate con la celebrazione dell'anniversario di William e Mary.

## Incisioni
Audio
- Bruno Maderna, (Excerpts) Orchestra dell'Angelicum di Milano, (1 LP) - 1957 - Fonit Angelicum LPA970. Questa fu anche la prima registrazione di Cathy Berberian menzionata sulla copertina come Catherine Berio.
- Benjamin Britten, English Chamber Orchestra, Ambrosian Opera Chorus, (2 CDs) - 1970 - Decca 4685612
- Alfred Deller, The Deller Consort, Stour Music Chorus (2 CDs) — 1972 — Harmonia Mundi
- John Eliot Gardiner, The English Baroque Soloists The Monteverdi Choir, (2 CDs) — 1982 — Archiv Produktion 419 221–2
- William Christie, Les Arts Florissants (2 CDs) — 1989 — Harmonia Mundi HMC 90 1308/0
- David van Asch, The Scholars Baroque Ensemble (2 CDs) - 1992 - Naxos 8.550660-1
- Roger Norrington, The London Classical Players, The Schütz Choir of London (2 CDs) — 1994 — EMI Classics 7243 5 55234 2 6
- Harry Christophers, The Sixteen, (2 CDs) - 1993 - (Coro COR16005
- Ton Koopman, Amsterdam Baroque Orchestra e Coro, (2 CDs) — 1994 — Erato 98507
- Nikolaus Harnoncourt, Concentus Musicus Wien, Arnold Schoenberg Chor (2 CDs) — 1995 — Teldec Classics 4509-97684-2
- Antony Walker, Cantillation, Orchestra of the Antipodes, (2 CDs) - 2005 - ABC Classics ABC4762879
- Christopher Monks, Armonico Consort, (1 CD) - 2006 - Deux-Elles DXL1120
- Ottavio Dantone, Accademia Bizantina & New English Voices, (2 CDs) - 2012 - Brilliant Classics 94221

Video
- Nicholas Kok, David Pountney (direttore di scena), English National Opera, (1 DVD) - 1995 - Arthaus Musik 100200
- William Christie, Jonathan Kent (direttore di scena), The Glyndebourne Chorus & Orchestra of the Age of Enlightenment, (2 DVDs) - 2010 - Opus Arte OA1031D